# Fátima, Bahia
Fátima este un oraș în statul Bahia (BA) din Brazilia cu o populație de 18.614 de locuitori.

## Geografie
Orașul se află la coordonatele geografice 10º36'00" (latitudine) și 38º13'00" (longitudine). Fátima are o altitudine de 100 m.